# Scott Lehman
Scott Lehman (né le 5 janvier 1986 à Fort McMurray dans la province de l'Alberta au Canada) est un joueur professionnel de hockey sur glace.

## Carrière
Joueur réclamé au troisième tours lors du repêchage de 2004, Lehman devient joueur professionnel en 2006 alors qu'il rejoint le club affilié aux Thrashers d'Atlanta dans l'ECHL, les Gladiators de Gwinnett. Il partage son temps au cours des deux saisons suivantes entre les Gladiators et les Wolves de Chicago, le club-école principal des Thrashers. Agissant à titre de réserviste avec les Wolves lors des séries éliminatoires de 2008, il remporte avec ces derniers la Coupe Calder. En 2008-2009 il prend part à son seul match dans la LNH.
Laissé sans protection par les Thrashers à l'été 2010, il s'entend alors avec les Admirals de Milwaukee. Il ne dispute que deux rencontres avec ceux-ci avant de rejoindre l'ECHL et les Cyclones de Cincinnati. Après avoir disputé la saison 2011-2012 avec l'Express de Chicago, il se retire de la compétition.

## Statistiques
| Saison     | Équipe                          | Ligue      |    | Saison régulière | Saison régulière | Saison régulière | Saison régulière | Saison régulière |   | Séries éliminatoires | Séries éliminatoires | Séries éliminatoires | Séries éliminatoires | Séries éliminatoires |
| Saison     | Équipe                          | Ligue      | PJ | B                | A                | Pts              | Pun              | PJ               | B | A                    | Pts                  | Pun                  |                      |                      |
| 2002-2003  | St. Michael's Majors de Toronto | LHO        | 53 | 3                | 10               | 13               | 50               | 19               | 1 | 3                    | 4                    | 34                   |                      |                      |
| 2003-2004  | St. Michael's Majors de Toronto | LHO        | 66 | 5                | 27               | 32               | 189              | 18               | 2 | 2                    | 4                    | 38                   |                      |                      |
| 2004-2005  | St. Michael's Majors de Toronto | LHO        | 57 | 2                | 19               | 21               | 189              | 10               | 2 | 2                    | 4                    | 31                   |                      |                      |
| 2005-2006  | St. Michael's Majors de Toronto | LHO        | 68 | 5                | 50               | 55               | 175              | 4                | 0 | 2                    | 2                    | 15                   |                      |                      |
| 2006-2007  | Wolves de Chicago               | LAH        | 3  | 0                | 0                | 0                | 14               |                  |   |                      |                      |                      |                      |                      |
| 2006-2007  | Gladiators de Gwinnett          | ECHL       | 72 | 2                | 14               | 16               | 86               | 4                | 0 | 0                    | 0                    | 11                   |                      |                      |
| 2007-2008  | Wolves de Chicago               | LAH        | 40 | 2                | 5                | 7                | 109              |                  |   |                      |                      |                      |                      |                      |
| 2007-2008  | Gladiators de Gwinnett          | ECHL       | 6  | 0                | 2                | 2                | 18               |                  |   |                      |                      |                      |                      |                      |
| 2008-2009  | Thrashers d'Atlanta             | LNH        | 1  | 0                | 0                | 0                | 0                |                  |   |                      |                      |                      |                      |                      |
| 2008-2009  | Wolves de Chicago               | LAH        | 50 | 2                | 3                | 5                | 86               |                  |   |                      |                      |                      |                      |                      |
| 2009-2010  | Wolves de Chicago               | LAH        | 11 | 0                | 2                | 2                | 16               |                  |   |                      |                      |                      |                      |                      |
| 2010-2011  | Admirals de Milwaukee           | LAH        | 2  | 0                | 0                | 0                | 4                |                  |   |                      |                      |                      |                      |                      |
| 2010-2011  | Cyclones de Cincinnati          | ECHL       | 49 | 7                | 10               | 17               | 104              | 4                | 1 | 1                    | 2                    | 2                    |                      |                      |
| 2011-2012  | Express de Chicago              | ECHL       | 11 | 0                | 2                | 2                | 7                |                  |   |                      |                      |                      |                      |                      |
| Totaux LNH | Totaux LNH                      | Totaux LNH | 1  | 0                | 0                | 0                | 0                |                  |   |                      |                      |                      |                      |                      |

## Honneurs et trophées
- 2004 : vainqueur du trophée Bobby-Smith remis au meilleur joueur-étudiant de la Ligue de hockey de l'Ontario.